# Agagus stellamaris
Agagus stellamaris is een slakkensoort uit de familie van de Trochidae. De wetenschappelijke naam van de soort is voor het eerst geldig gepubliceerd in 1991 door Herbert.